# Nicolau Nasoni
Nicolau Nasoni (em italiano:  Niccolò Nasoni) (San Giovanni Valdarno, Toscana, 2 de junho de 1691 – Santo Ildefonso, Porto, 30 de agosto de 1773) foi um artista, decorador e arquitecto italiano que desenvolveu grande parte da sua obra em Portugal, considerado um dos mais significativos arquitectos da cidade do Porto.
A sua obra inclui uma parte importante da arte barroca e rococó (rocaille) nesta cidade, chegando a envolver alguns dos melhores e mais significativos edifícios do século XVIII do Porto e arredores. Sobre Nicolau Nasoni subsiste ainda discussão relativamente a que obras efectivamente projectou, havendo várias aqui mencionadas cuja autoria suscita dúvidas a vários historiadores de arte.

## Biografia
Devido ao trabalho do seu avô, que era empregado na casa Davanzati, talvez como administrador de bens, presume-se que Nasoni tivesse relações com fidalgos do Porto, vários dos quais eram padrinhos de seus numerosos irmãos — sendo Nicolau o mais velho de nove.
Antes de se mudar para a cidade do Porto, Nasoni viveu em Siena, onde aprendeu pintura e artes decorativas, e provavelmente arquitectura. Teve como mestres o pintor Giuseppe Nicola Nasini, o arquitecto Franchim e Vicenzo Ferrati. Aos 21 anos, Nasoni era o responsável pelo cadafalso para a Catedral de Siena, por ocasião das cerimónias fúnebres de Fernando III de Médici. O trabalho deve ter sido bastante apreciado, ou não teria chegado até à actualidade a notícia da sua execução. Nasoni, para melhor se inserir no meio artístico, ingressou numa academia de artes — a Accademia dei Rozzi (Academia dos Rudes). Os colegas da academia deram-lhe a alcunha de Piangollegio (chorão, lamuriento).

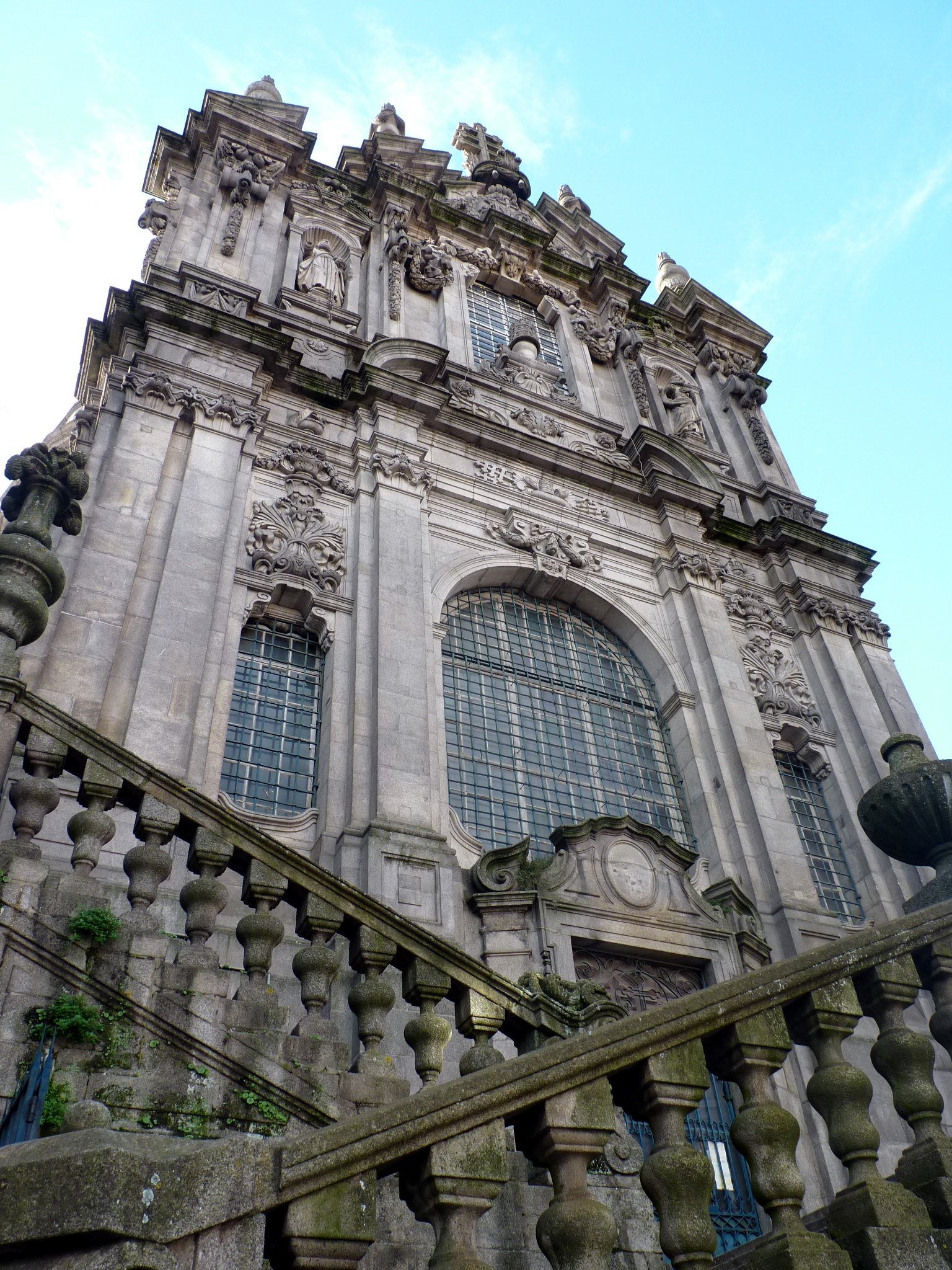
Igreja dos Clérigos

Em 1715 foi nomeado um novo arcebispo para Siena, uma figura importante, sobrinho do Papa Alexandre VII. Os preparativos para a sua recepção foram grandes e a Accademia dei Rozzi escolheu Nasoni para a execução dos trabalhos artísticos. Alguns anos mais tarde, por ocasião da eleição do novo grão-mestre da Ordem de Malta, Nasoni trabalhou no "Carro de Marte" que desfilou no cortejo das comemorações. E sempre que participou nestas celebrações, as suas obras causaram sucesso, quer pela riqueza das decorações, quer pela técnica da construção. Apesar de ser uma arte breve, não passou despercebida a muitos — entre eles, encontrava-se o Conde Francisco Picolomini que certamente o teria relatado a António Manuel de Vilhena, o homem que, passados dois anos, seria grão-mestre da Ordem de Malta.
Nasoni mudou-se de Siena para Roma e, mais tarde, para Malta, onde deu os primeiros passos em arquitectura. Foi nesta ilha que assinou e pintou um tecto no palácio de Valeta, em 1724, obra dirigida ao português D. António Manuel de Vilhena, grão-mestre da Ordem de Malta. O trabalho terá sido muito apreciado, e o tempo que o artista permaneceu em Malta serviu também para contactar com diversos fidalgos e importantes personagens ligadas à Igreja Católica, entre eles Roque Távora e Noronha, irmão do então deão da Sé do Porto D. Jerónimo Távora e Noronha. Foi certamente pela recomendação do seu irmão que o deão da Sé terá convidado Nicolau Nasoni a deixar a ilha de Malta e partir rumo a uma cidade que, então, se encontrava em plena revolução artística.
Não é conhecida a data exacta em que Nicolau Nasoni chegou à cidade do Porto. Sabe-se apenas que em novembro de 1725 iniciou um trabalho de pinturas na Sé do Porto. Na época, a Sé — um edifício de matriz românica — encontrava-se em profundas remodelações e foi um dos primeiros edifícios da cidade a sofrer diversas adaptações do estilo barroco. Segundo um documento redigido entre 1717 e 1741 do Cabido da Sé, em que alude às grandes obras que mandou executar, encontra-se a seguinte nota:
«Para se fazerem logo com perfeição e acerto todas as obras, e se evitar o perigo de se desmancharem e fazerem 2ª vez por falta de preverem os erros, vieram não só de Lisboa, mas de outros reynos, arquitectos e mestres peritos nas artes a que erão respectivas as obras. Veyo Niculau Nazoni arquitecto, e pintor florentino exercitado em Roma, donde foi chamado a Malta para pintar o pallacio do Grão M(estre)…»
Os seus trabalhos na Sé duraram vários anos e não sendo o único artista contratado para as obras de remodelação, tem o privilégio de trabalhar com artistas portugueses famosos na época, entre os quais se encontram os arquitectos António Pereira e Miguel Francisco da Silva. Além dos trabalhos decorativos, Nasoni terá ficado encarregue de projectar uma nova fachada norte para a Sé, a galilé, em estilo barroco no ano de 1736 — a primeira obra de arquitectura conhecida do artista — e uma pequena fonte adossada à Casa do Despacho da Sé, o Chafariz de São Miguel.
A 31 de Julho de 1729 casou-se nesta cidade com uma fidalga napolitana, D. Isabel Castriotto Riccardi, que viria a falecer um ano mais tarde (1730), muito provavelmente na sequência de complicações no parto do seu único filho, de nome José, nascido alguns dias antes, a 8 de Junho. O padrinho de José, um fidalgo portuense, empregou Nasoni na obra da casa e jardim da Quinta da Prelada. Sob influência deste mesmo fidalgo, em 1731 foi-lhe pedido um projecto para a Igreja dos Clérigos, que o ocupou durante mais de 30 anos, embora o tenha feito gratuitamente, e o imortalizou.
Também em 1731 Nicolau Nasoni voltou a casar-se, desta vez com uma portuguesa, Antónia Mascarenhas Malafaia, da qual teve cinco filhos, e de quem também enviuvou mais tarde.
Seguindo o espírito e tradição da Renascença italiana, Nasoni dedicou-se a inúmeros trabalhos artísticos, desde a pintura à ourivesaria, com singulares tradições no Porto. Contando com o apoio de ricos mecenas, tornou-se uma espécie de Miguel Ângelo da cidade que, em pouco tempo, lhe soube reconhecer o devido valor. A partir daí, realizou inúmeros trabalhos no Porto e um pouco por todo o Norte de Portugal, dos quais se destacam a fachada principal da Igreja do Senhor Bom Jesus (em Matosinhos), o corpo central do Palácio de Mateus (em Vila Real), a fachada da Igreja da Misericórdia, o Palácio do Freixo e a Igreja e Torre dos Clérigos (todos situados na cidade do Porto).
Morreu aos 82 anos, na pobreza, a 30 de agosto de 1773, na Rua do Paraíso, paróquia de Santo Ildefonso do Porto. Foi sepultado na nave da Igreja dos Clérigos.

#### Retratos

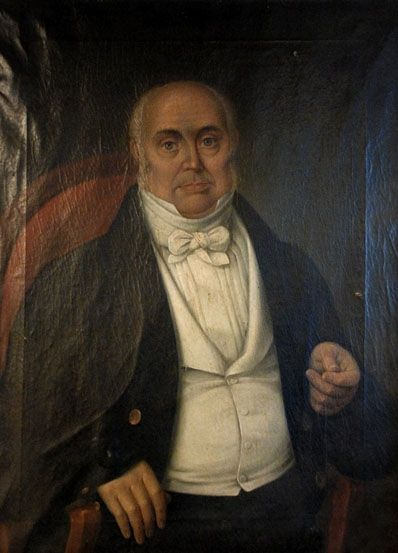
Retrato de António da Cunha Barbosa, erroneamente atribuído como retrato de Nicolau Nasoni.

Não existem retratos conhecidos de Nasoni. Um retrato a óleo que começou a ser divulgado na Internet como representando Nicolau Nasoni representa, na realidade, o burguês portuense António da Cunha Barbosa, que viveu muitas décadas depois de Nasoni e foi benfeitor de várias irmandades do Porto.
Outro retrato identificado como sendo de Nasoni e divulgado na Internet representa o artista Nasini, seu mestre.

## Homenagens
Em 2023 a Irmandade dos Clérigos assinalou os 250 anos da morte de Nasoni com uma série de eventos. Foi confecionada uma pizza com 7 metros de diâmetro, para a qual foram necessários 90kgs de tomate, 30kgs de manjericão e 130kgs de mozarela, ingredientes que representam as cores da bandeira italiana.

## Obras
Lista de obras confirmadamente projectadas e atribuídas:
- 1731-1773 - Igreja, enfermaria e torre da Irmandade dos Clérigos, Porto
- 1734 - Paço Episcopal, Porto (atribuição incerta)
- 1737 - Obras de arquitectura na Quinta de Santa Cruz do Bispo, Matosinhos
- 1738 - Chafariz e escadaria do Santuário de Nossa Senhora dos Remédios, Lamego
- 1742-1754 (ca.) - Palácio do Freixo e jardim envolvente, Porto
- 1743-1747 - Fachada da Igreja do Senhor Bom Jesus, Matosinhos
- 1743-1758 (ca.) - Casa e jardins da Quinta da Prelada, Porto
- 1745 - Fonte das Lágrimas, Porto
- 1745 - Restauro da Igreja Paroquial de Santa Marinha, Vila Nova de Gaia
- 1746-1749 - Casa do Despacho da Ordem Terceira de São Francisco, Porto
- 1748-1754 - Igreja paroquial de Santiago de Bougado, Trofa
- 1749 - Fachada da Igreja da Misericórdia do Porto, Porto
- 1750-1751 - Dois projectos para a Cadeia e Tribunal da Relação e Jardim da Cordoaria, Porto (não chegando a ser concretizados)
- 1725-1739 - Obras de arquitectura na Sé do Porto, nomeadamente a galilé, Porto
- 1725 - Palácio de São João Novo, Porto (mandado construir por Pedro da Costa Lima; desde a década de 60 esse palácio era atribuído a Nasoni, mas a descoberta de seu contrato mostrou que o projeto, na verdade, foi desenhado pelo arquiteto António Pereira)[7]
- 1727-1737 (ca.) - Obras de arquitectura e escultura na Quinta dos Cónegos, nomeadamente os chafarizes, Maia
- 1733-1735 (ca.) - Casa e capela na Quinta de Fafiães, Leça do Balio, Matosinhos
- 1737 (ca.) - Chafariz de São Miguel ou do Anjo, junto à Sé do Porto
- 1740 (ca.) - Casa-Museu Guerra Junqueiro, foi Casa do Dr. Domingos Barbosa, Porto (atribuído por alguns a Nasoni, embora com dúvidas)
- 1740-1743 (ca.) - Corpo central do Palácio de Mateus, Vila Real (atribuído a Nasoni, segundo alguns estudiosos)
- 1743-1746 (ca.) - Casa da Quinta do Chantre, Matosinhos
- 1743-1747 - Capela da Quinta da Conceição, Leça da Palmeira, Matosinhos
- 1745 (ca.) - Fachada lateral da igreja do Convento de Corpus Christi, Vila Nova de Gaia
- 1746 (ca.) - Casa de Ramalde, da família Leite Pereira, Porto
- 1746-1758 (ca.) - Casa e jardins da Quinta do Viso, Senhora da Hora, Matosinhos
- 1749-1754 (ca.) - Capela da Casa dos Maias, Porto
- 1750 (ca.) - Reconstrução da Casa de Vandoma, Rua de D. Hugo, Porto
- 1750 (ca.) - Casa Barroso-Pereira, Porto
- 1754-1760 (ca.) - Risco para a fachada da Igreja do Carmo (continuada por discípulos), Porto
- 1756 -1759 - Igreja da Ordem do Terço, Porto
- 1757 - Capela de Nossa Senhora do Pinheiro, Porto
- 1759 - Palácio de Bonjóia, Porto
- 1760 (ca.) - Risco para as obras de arquitectura e decoração de jardins para a Quinta do Alão, Matosinhos

## Descendência
Filhos de Isabella Castriotto Ricciardi:
- José Nasoni Barberino de Mascarenhas Malafaia, ou Frei José Nasoni (8 de Junho de 1730), que foi bacharel em Cânones pela Universidade de Coimbra e seguiu a vida religiosa.[3]

Filhos de Antónia de Mascarenhas Malafaia:
- Margarida Nasoni de Mascarenhas (27 de Julho de 1731 – 23 de Abril de 1821), casada com Manuel de Matos Pereira, Cavaleiro Professo da Ordem de Cristo, sem descendência;[3]
- António Nasoni Barberino de Mascarenhas Malafaia (20 de Dezembro de 1732), escrivão da almotaçaria da cidade do Porto, degredado para o Estado da Índia, onde residiu, em Pangim;[3]
- Jerónimo (7 de Setembro de 1734), sem mais notícia;[3]
- Francisco (14 de Janeiro de 1736), sem mais notícia;[3]
- Ana de Mascarenhas Nasoni (26 de Maio de 1737 – 26 de Janeiro de 1800), casada com António Félix de Campos e Mesquita Pirralho, com geração.[3]

## Galeria de fotos

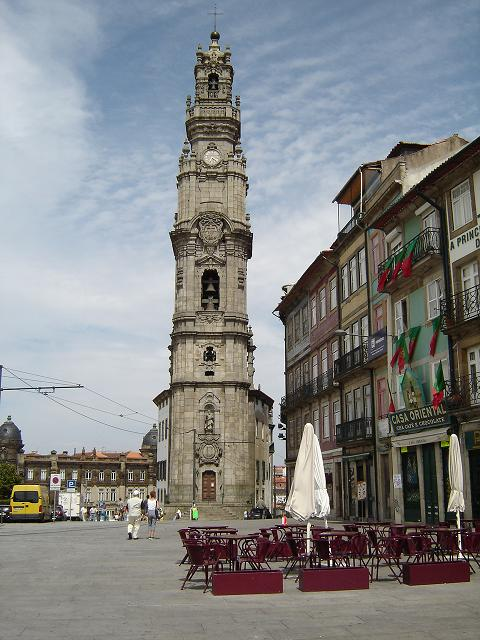
Torre dos Clérigos, ex libris da cidade do Porto
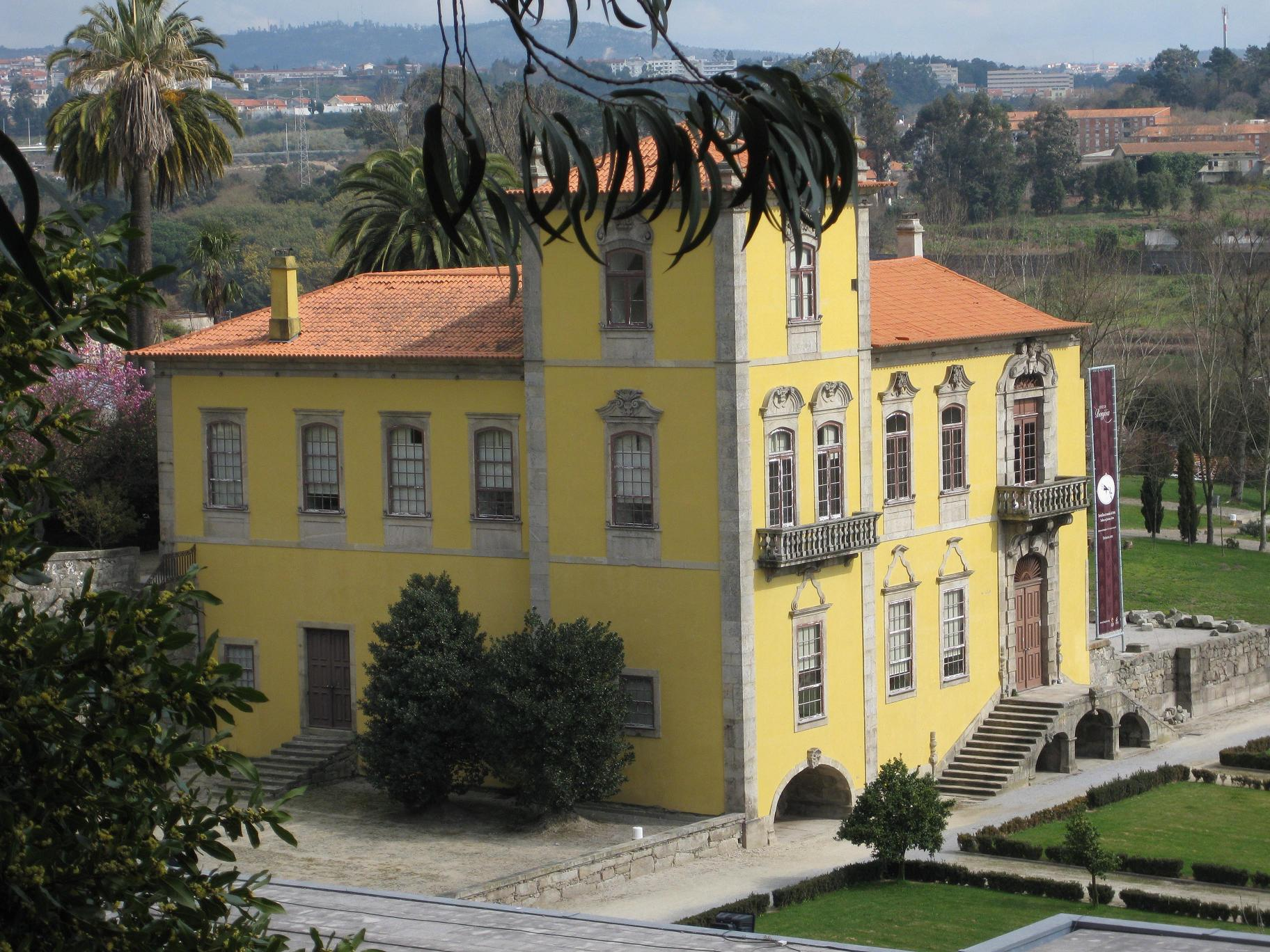
Casa de Bonjóia
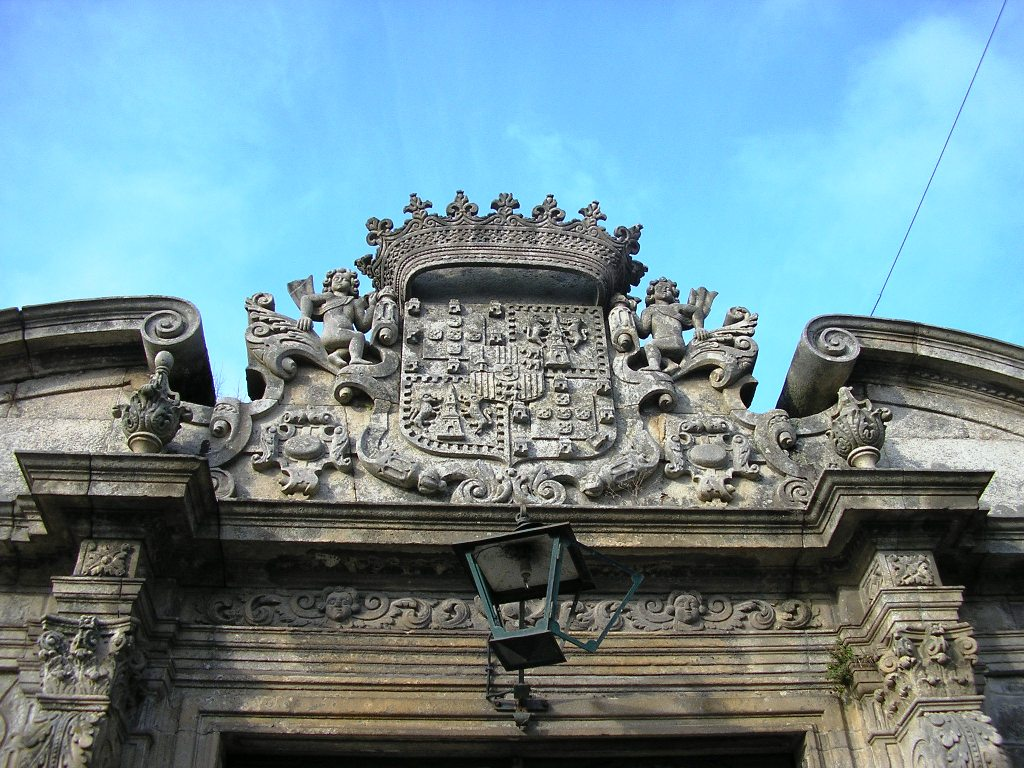
Portão da Casa da Prelada
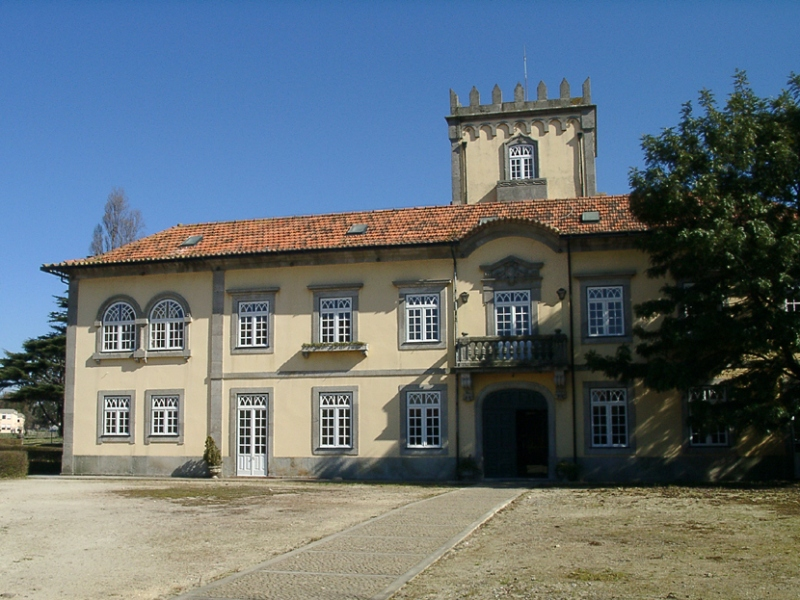
Casa da Quinta de São Gens, na Senhora da Hora
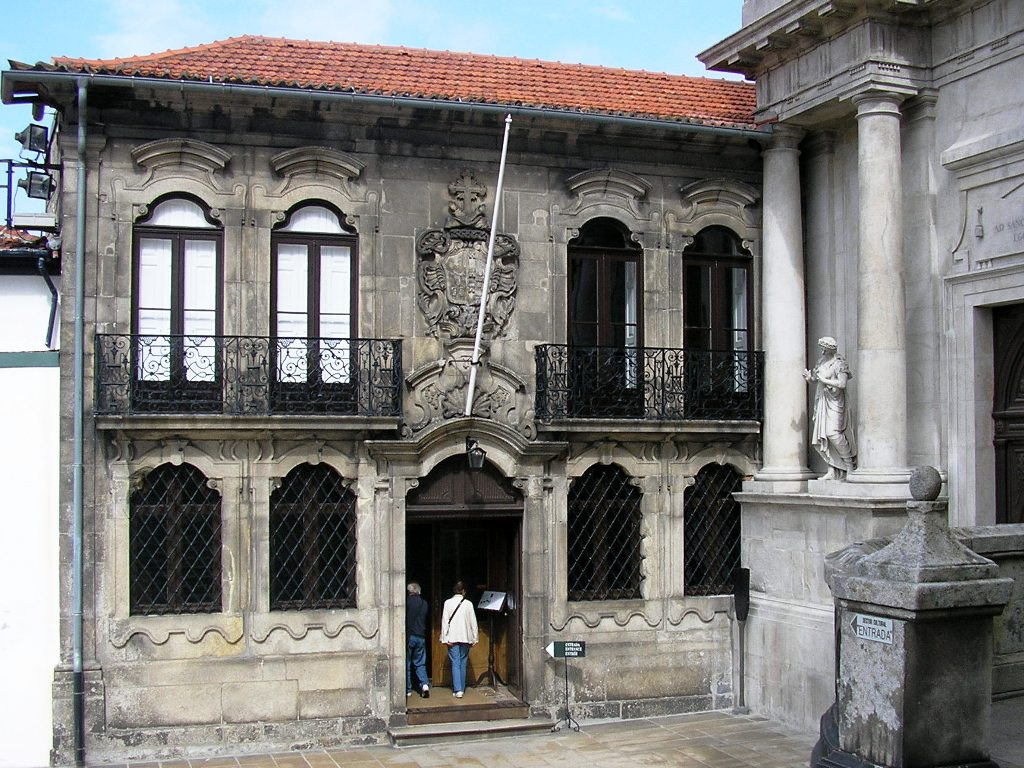
Casa do Despacho da venerável Ordem Terceira de São Francisco
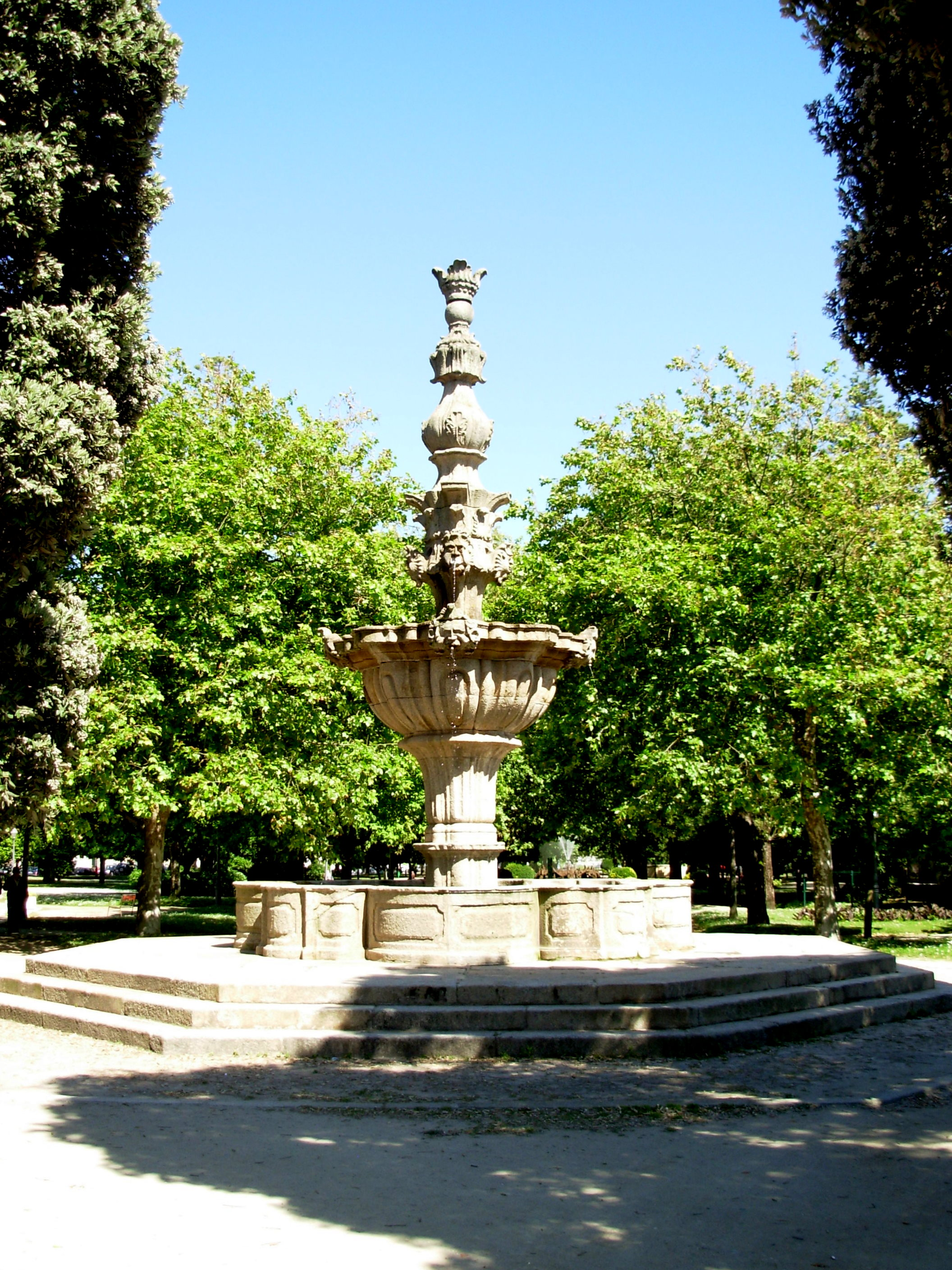
Chafariz do Passeio Alegre
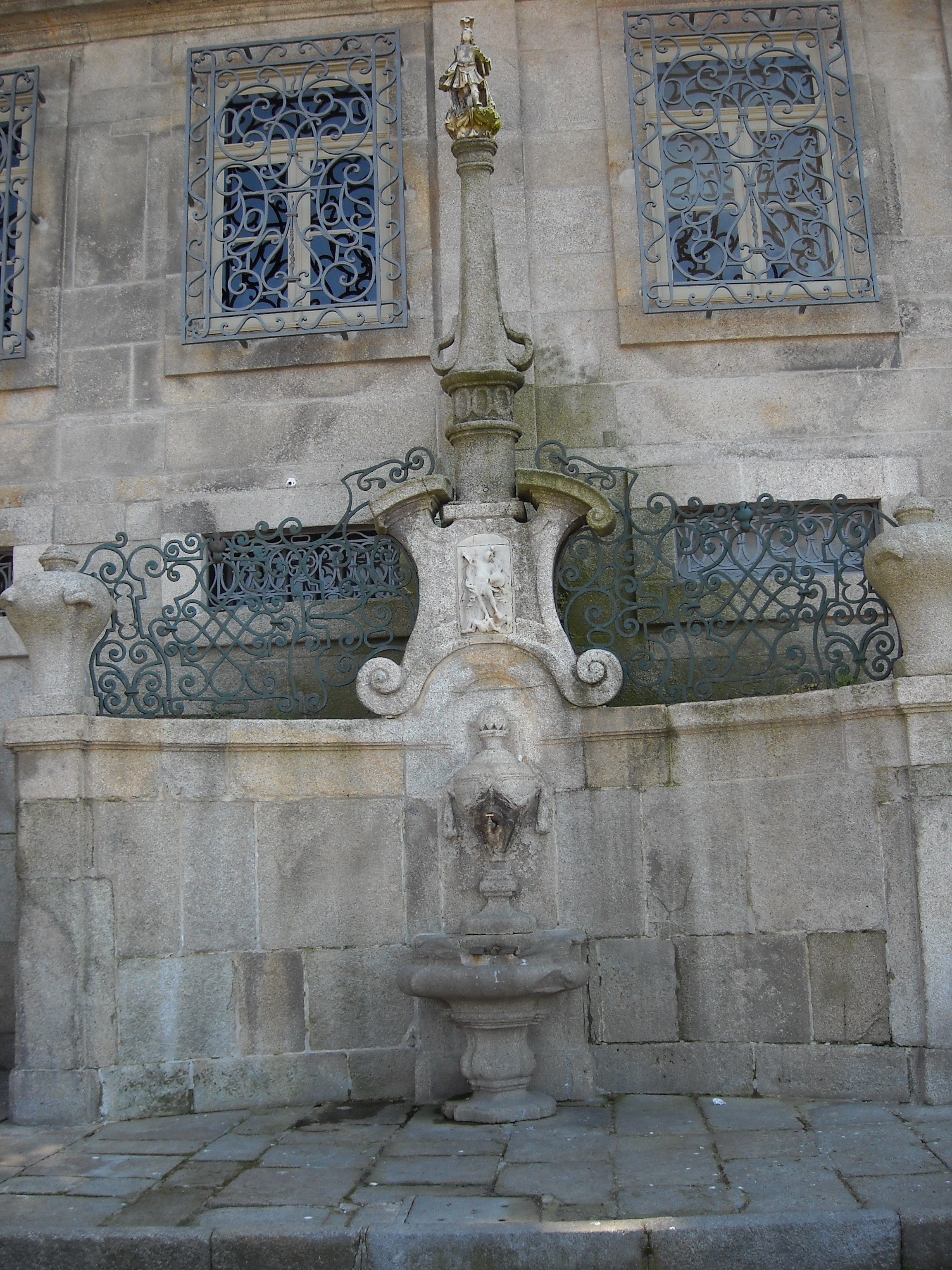
Chafariz de São Miguel, junto à Sé do Porto
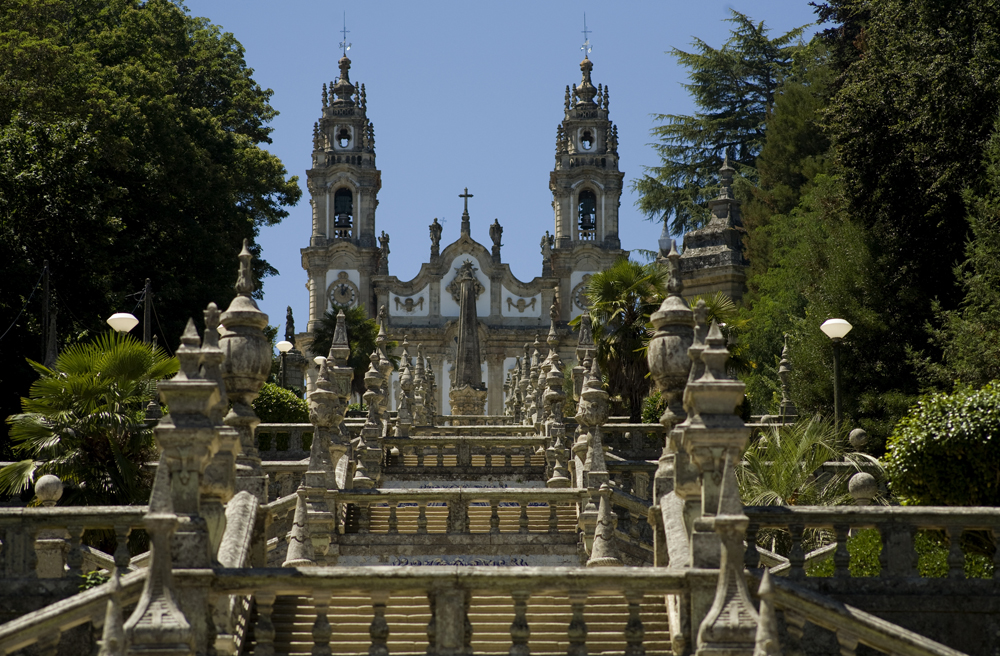
Escadaria do Santuário de Nossa Senhora dos Remédios
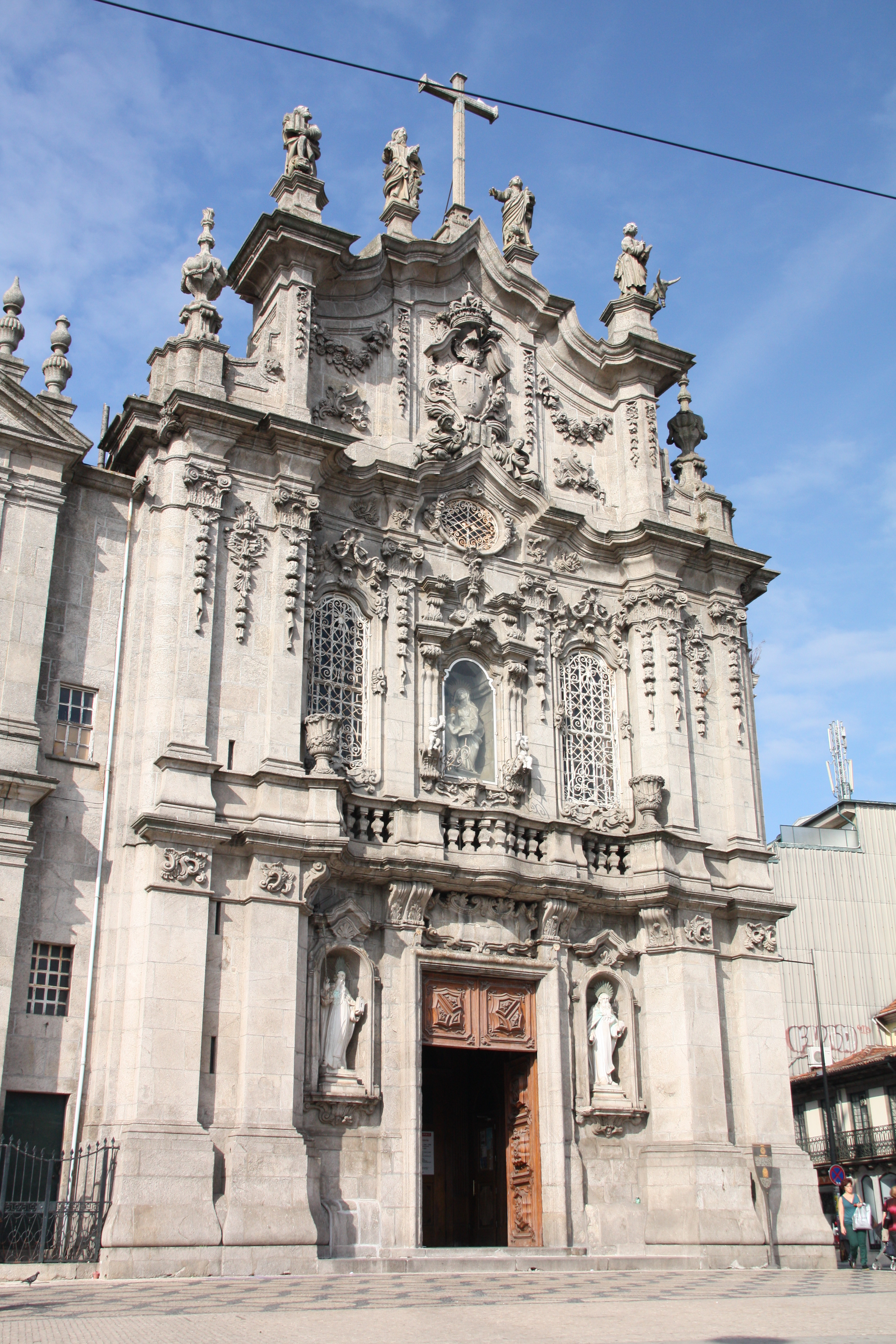
Igreja do Carmo
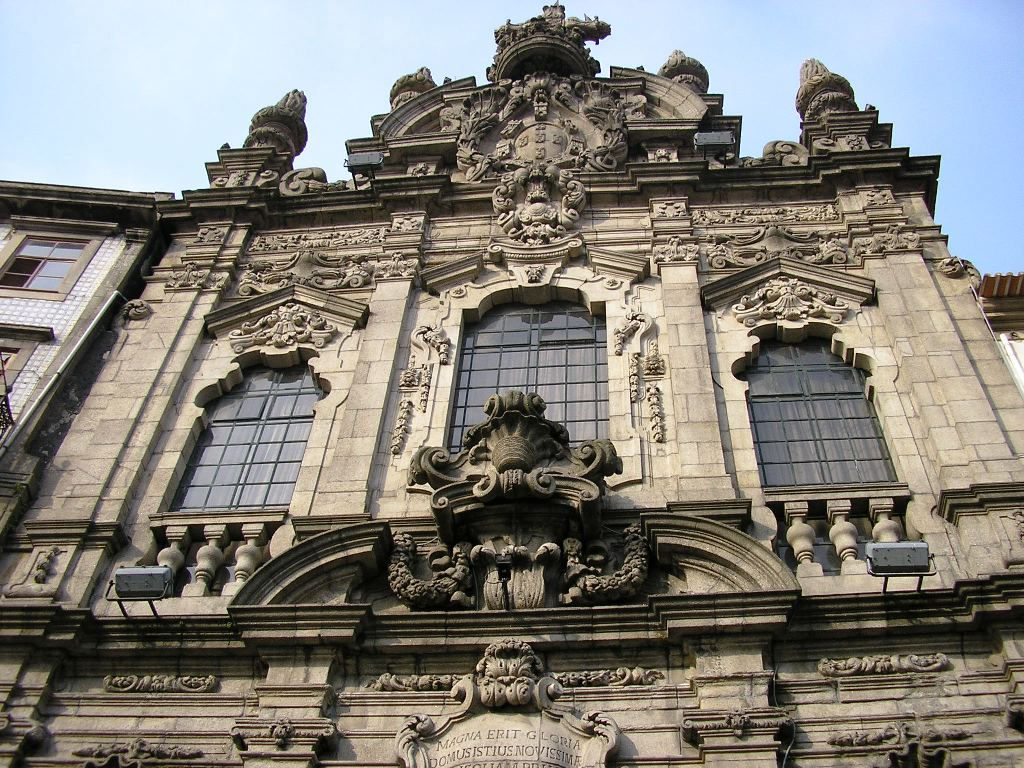
Igreja da Misericórdia do Porto
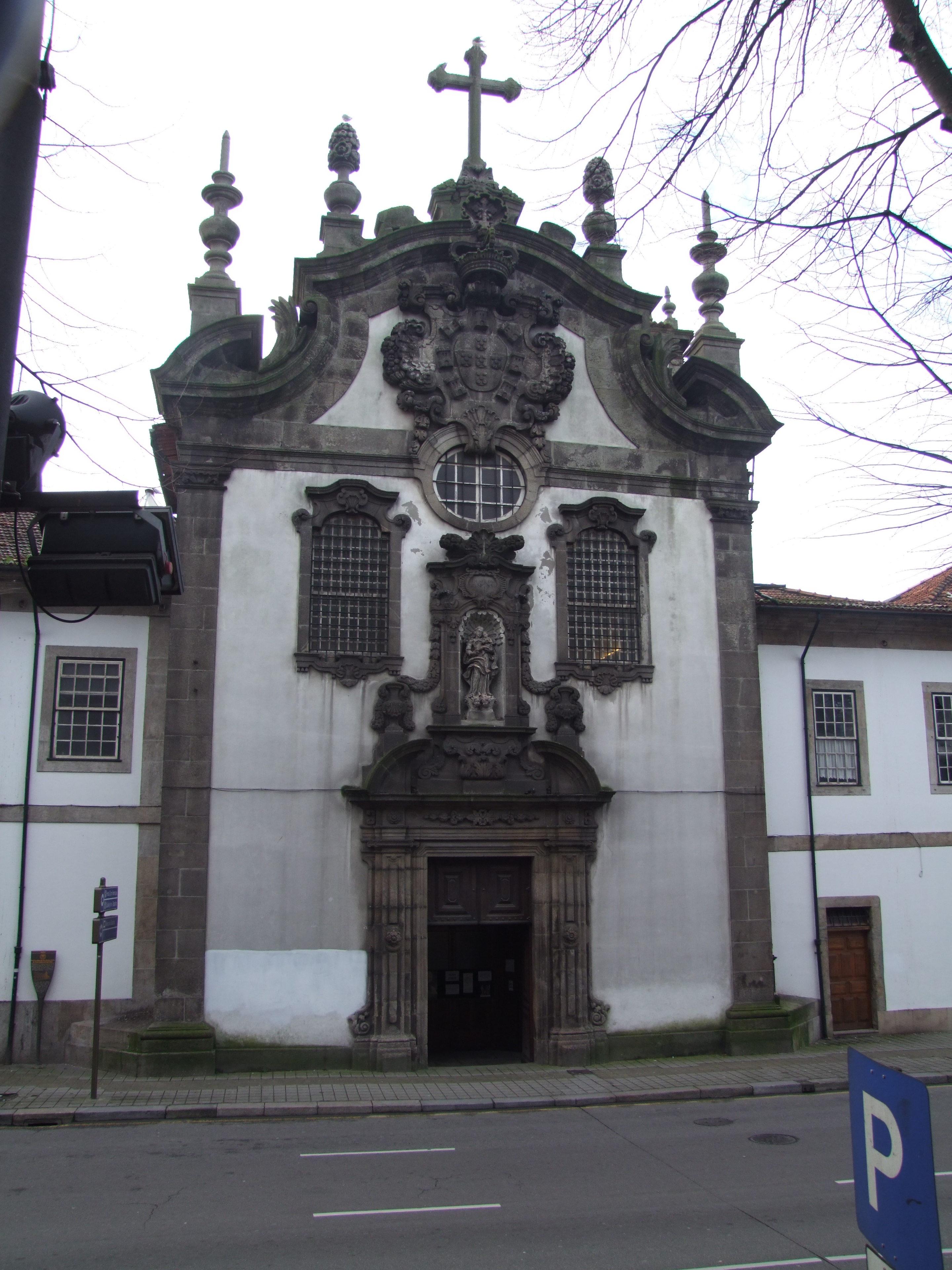
Igreja de Nossa Senhora da Esperança
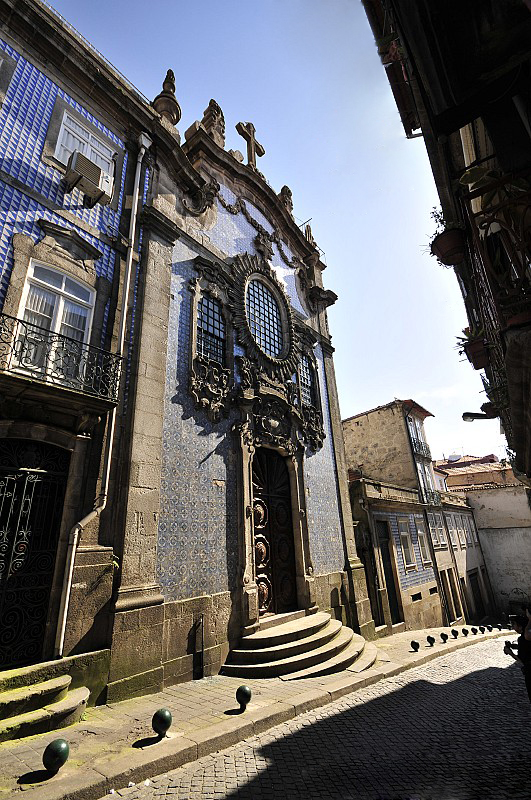
Igreja da Ordem do Terço
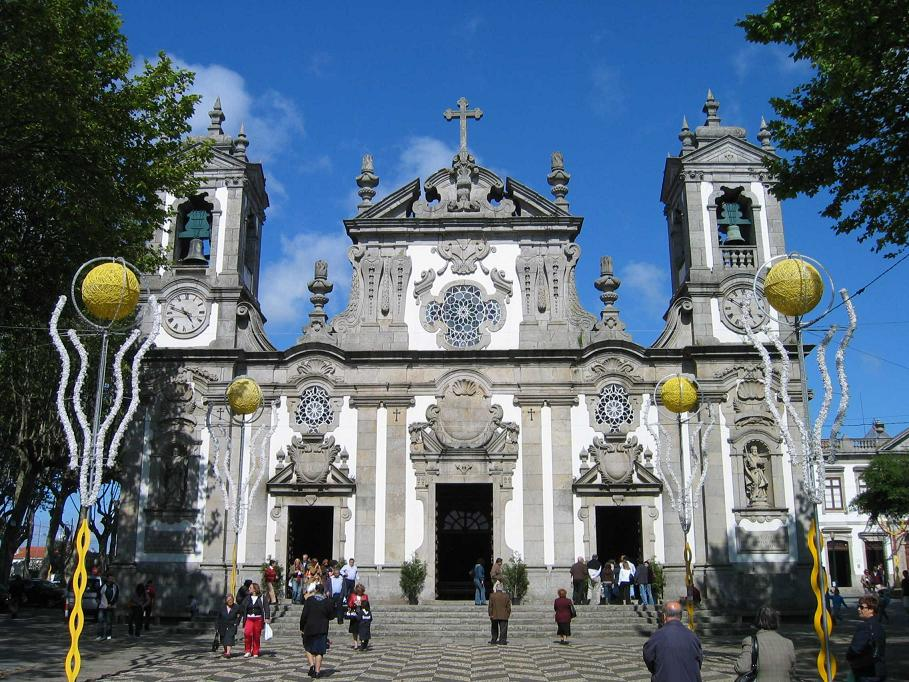
Fachada da Igreja do Senhor Bom Jesus
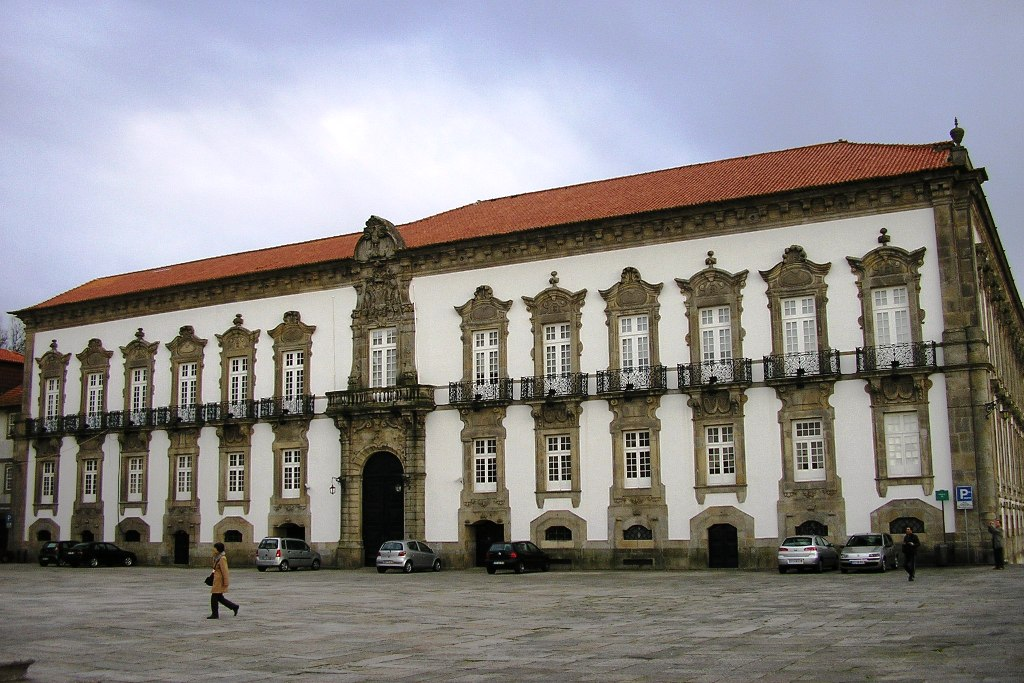
Paço Episcopal do Porto
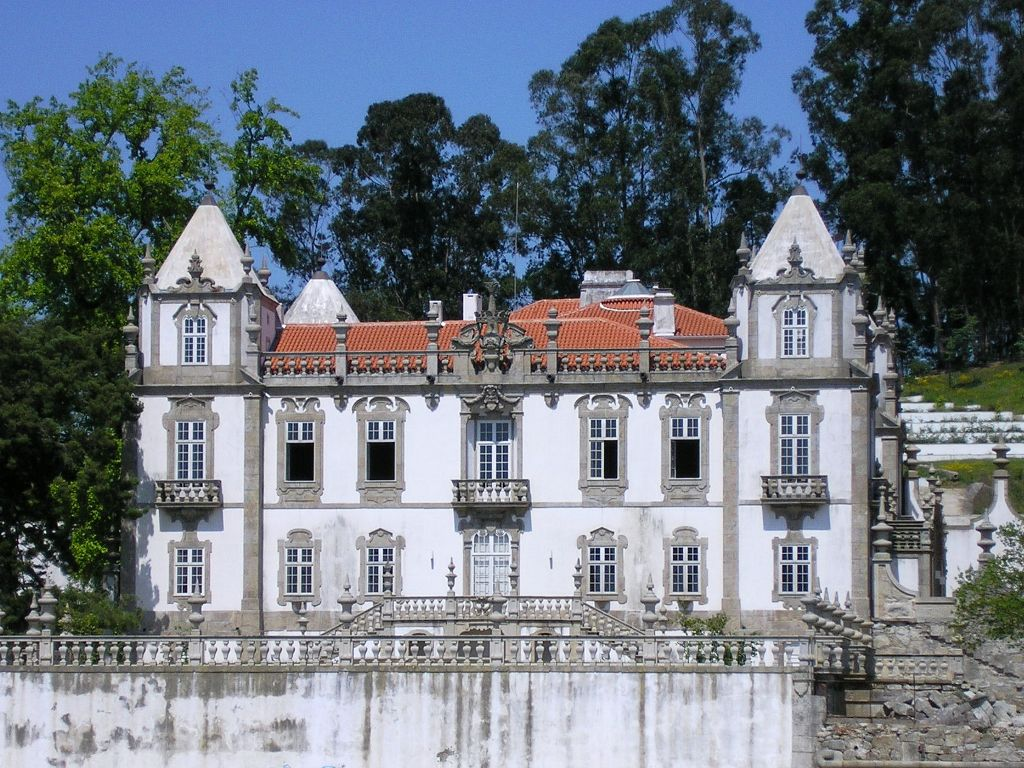
Palácio do Freixo visto do rio Douro
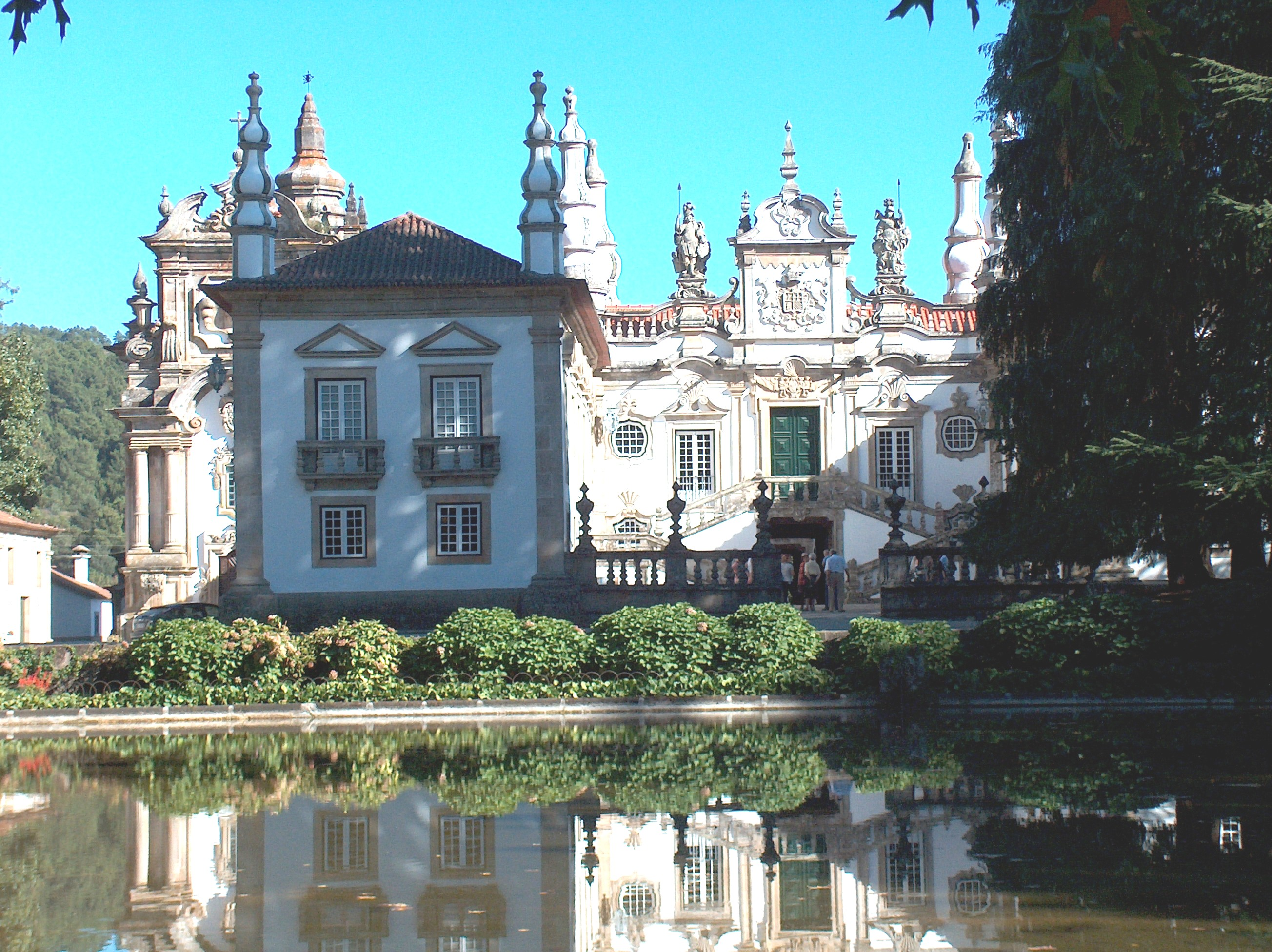
Palácio de Mateus, em Vila Real
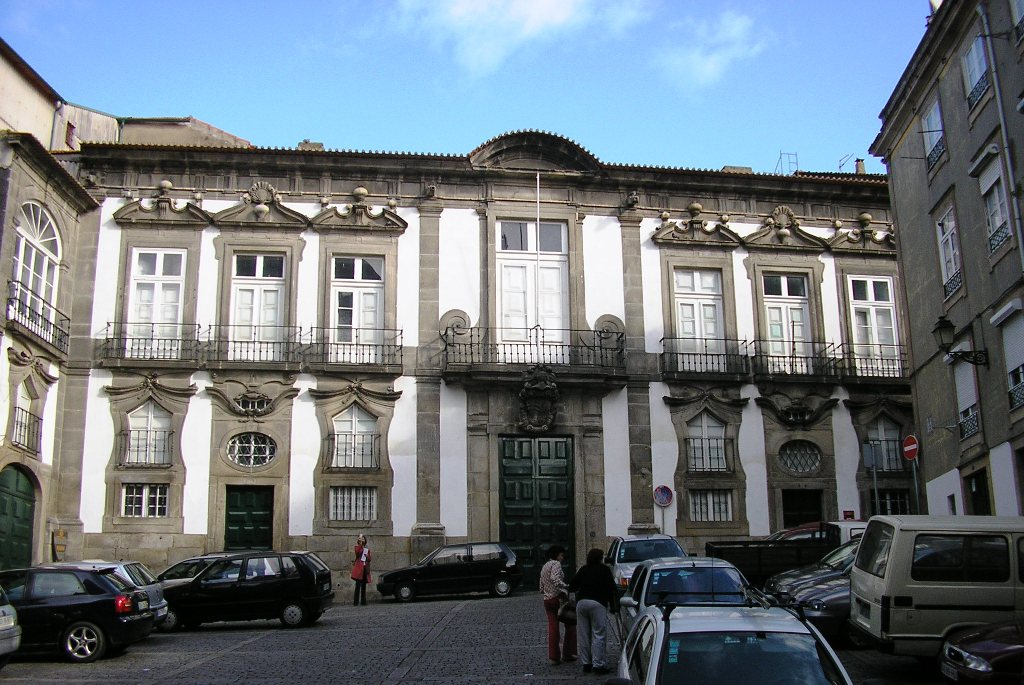
Palácio de São João Novo
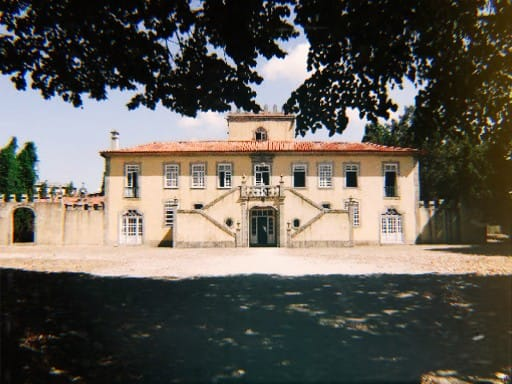
Casa de Ramalde, Palácio dos Leite Pereira